# Sede de Osakidetza
La Edificio sede de Osakidetza está ubicado en el centro de la villa de Bilbao, albergando el Departamento de Sanidad del Gobierno Vasco.
Diseñado por Coll-Barreu Arquitectos, fue inaugurado en el año 2008 tras 4 años de obras. Inconfundible gracias a su fachada poliédrica diseñada por el arquitecto Juan Coll-Barreu, el edificio es transparente, con movimiento y funcional. Está situado junto a la Alhóndiga y la Cámara de Comercio, Industria y Navegación de Bilbao.